# Cephalophus harveyi
Cephalophus harveyi е вид бозайник от семейство Кухороги (Bovidae).

## Разпространение
Видът е разпространен в Замбия, Кения, Малави, Сомалия и Танзания.